# Damian Lewis
Damian Watcyn Lewis (Londra, 11 febbraio 1971) è un attore e produttore cinematografico britannico.

## Biografia
Damian Lewis nasce l'11 febbraio 1971 a St John's Wood, Londra, da Watcyn e Charlotte Lewis. Ha due fratelli, Gareth e William, e una sorella, Amanda. I suoi nonni paterni sono originari del Galles, e lo stesso Lewis afferma che suo padre "è gallese", nonostante Watcyn sia nato a Londra. Suo nonno materno fu Sir Ian Bowater, Lord sindaco della City di Londra dal 1969 al 1970, mentre fra gli antenati della sua nonna materna ci sono Bertrand Edward Dawson, medico presso la Famiglia reale britannica, la scrittrice Kathryn Hoare e il filantropo Alfred Yarrow.
Studiò alla Ashdown House School (Forest Row, East Sussex) e l'Eton College. All'età di sedici anni decise di perseguire la carriera di attore e formò una propria compagnia di teatro. Dal 1990 al 1993 studiò presso la Guildhall School of Music and Drama, accanto a Daniel Craig e Joseph Fiennes; dopo aver conseguito la laurea, lavorò come attore teatrale per la Royal Shakespeare Company. Nel corso della collaborazione con la RSC, Lewis lavorò a fianco del regista Adrian Noble recitando il ruolo di Borgheim nell'opera "Little Eyolf" di Henrik Ibsen, e vestì anche i panni di Posthumus nel Cimbelino di William Shakespeare.

## Carriera
Damian Lewis non ha lavorato soltanto come attore: ha dichiarato di aver lavorato anche nel settore del telemarketing, impiego che detestava. La sua prima apparizione sul grande schermo risale al 1997, anno in cui interpreta Patrick Conner nel film Robinson Crusoe sotto la direzione di Rod Hardy e di George Trumbull Miller. Nel 1998 debutta nel mondo del musical con la produzione londinese di Into the Woods, in cui interpretava il lupo cattivo e il principe di Cenerentola. Prese parte anche all'Amleto, nella produzione di Jonathan Kent, nella parte di Laerte, antagonista di Amleto, interpretato da Ralph Fiennes.

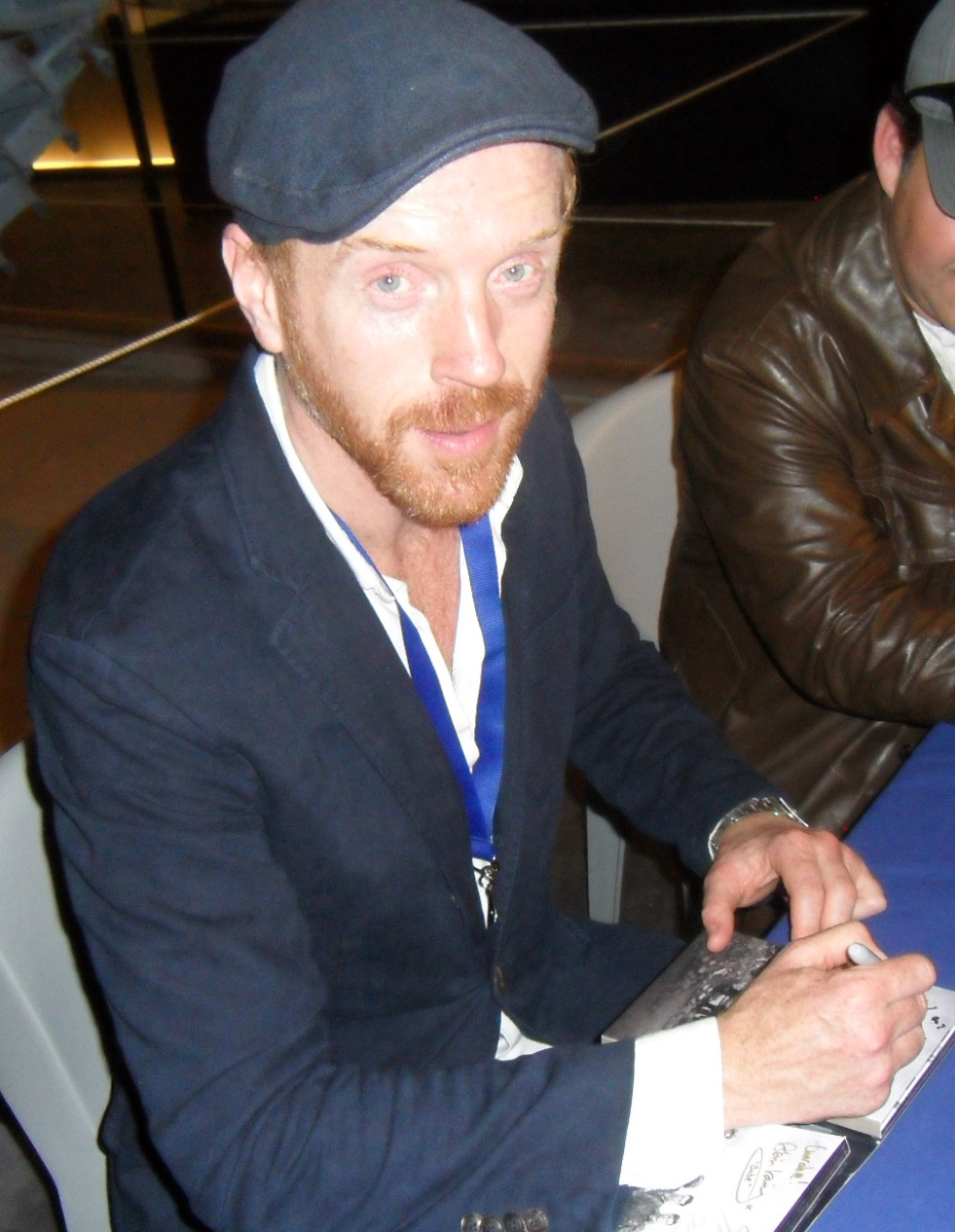
Damian Lewis

In quest'occasione venne notato da Steven Spielberg che lo volle nel cast della miniserie Band of Brothers - Fratelli al fronte, trasmessa da HBO e BBC, grazie alla quale ottenne una certa notorietà interpretando Richard Winters, il comandante della Compagnia Easy della 101ª Divisione Aviotrasportata. Fu il primo di una lunga serie di ruoli che richiedevano l'uso d'un credibile accento americano. Successivamente prese parte alla serie La saga dei Forsyte e al film  L'acchiappasogni, adattamento cinematografico dell'omonimo romanzo di Stephen King: qui, nei panni di un uomo posseduto da un diabolico extraterrestre, interpreta un personaggio americano che al momento della possessione assume accento inglese.
Negli anni successivi prende parte alla realizzazione di svariati film; nel 2004 la partecipazione a Keane di Lodge Kerrigan gli procura una nomination per Attore rivelazione (Breakthrough Actor) ai Gotham Awards. Nel 2006 è nel cast di Stormbreaker di Geoffrey Sax, mentre nel 2007 è il protagonista della serie Life, dove interpreta il Detective Charlie Crews, con alle spalle 12 anni di carcere per un omicidio mai commesso. L'anno successivo è nel cast di The Baker, film diretto da suo fratello Gareth Lewis; sempre nel 2009 affianca Tara Fitzgerald, Keira Knightley e Dominic Rowan ne Il misantropo di Molière, presentato al Comedy Theatre di Londra nella versione di Martin Crimp.
Dal 2011 al 2013 è protagonista, assieme a Claire Danes, della serie televisiva Homeland - Caccia alla spia, trasmessa negli Stati Uniti sul canale via cavo Showtime e in Italia, a partire dal 6 febbraio 2012, dal canale satellitare Fox. Per la sua interpretazione nel ruolo di Nicholas Brody vince il Golden Globe 2013 come migliore attore in una serie drammatica. Nel 2016 è protagonista della serie Billions, anch'essa prodotta per Showtime.

## Impegno nel sociale
Da marzo 2010 è ambasciatore per Christian Aid, istituzione inglese di beneficenza; è anche uno dei tre patroni dell'organizzazione di volontariato Scene & Heard di Londra. Nel 2006 e nel 2011 ha partecipato al Soccer Aid, un evento benefico che si propone di raccogliere fondi da devolvere all'UNICEF.

## Vita privata

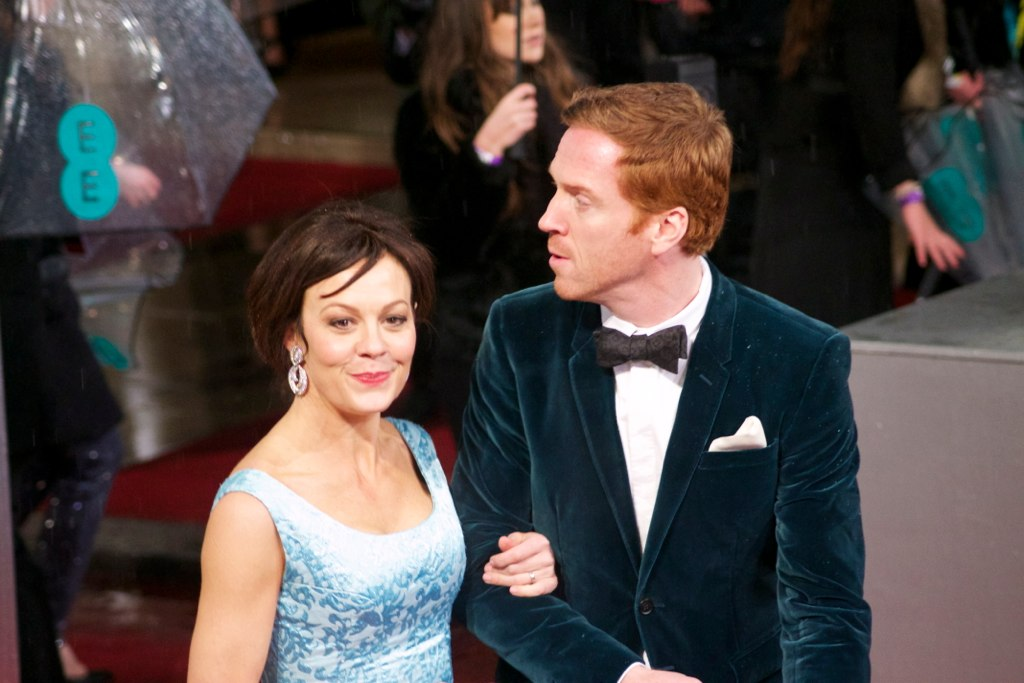
Damian Lewis insieme a sua moglie Helen McCrory al Festival di Berlino 2015.

Il 4 luglio 2007 ha sposato l'attrice connazionale Helen McCrory, da cui ha avuto due figli: Manon (nata l'8 settembre 2006) e Gulliver (nato il 2 novembre 2007). È rimasto vedovo il 16 aprile 2021

## Filmografia parziale

### Cinema
- Robinson Crusoe, regia di Rod Hardy e George Miller (1997)
- L'acchiappasogni (Dreamcatcher), regia di Lawrence Kasdan (2003)
- Spose (Brides), regia di Pantelis Voulgaris (2004)
- Keane, regia di Lodge Kerrigan (2004)
- Chromophobia, regia di Martha Fiennes (2005)
- Il vento del perdono (An Unfinished Life), regia di Lasse Hallström (2005)
- The Situation, regia di Philip Haas (2006)
- Alex Rider: Stormbreaker, regia di Geoffrey Sax (2006)
- Il Panettiere (The Baker), regia di Gareth Lewis (2007)
- Prison Escape (The Escapist), regia di Rupert Wyatt (2008)
- Will, regia di Ellen Perry (2011)
- Sua Maestà (Your Highness), regia di David Gordon Green (2011)
- The Sweeney, regia di Nick Love (2012)
- Romeo and Juliet, regia di Carlo Carlei (2013)
- La tempesta silenziosa (The Silent Storm), regia di Corinna McFarlane (2014)
- Bill, regia di Richard Bracewell (2015)
- Queen of the Desert, regia di Werner Herzog (2015)
- Il traditore tipo (Our Kind of Traitor), regia di Susanna White (2016)
- C'era una volta a... Hollywood (Once Upon a Time in... Hollywood), regia di Quentin Tarantino (2019)
- Run This Town, regia di Ricky Tollman (2019)
- Dream Horse, regia di Euros Lyn (2020)

### Televisione
- Poirot (Agatha Christie's Poirot) – serie TV, episodio 6x02 (1995)
- Jack Frost (A Touch of Frost) – serie TV, episodio 4x05 (1996)
- Warriors – serie TV, episodi 1x01-1x02 (1999)
- Hearts and Bones – serie TV, 8 episodi (2000)
- Life Force – serie TV, 2 episodi (2000)
- Band of Brothers - Fratelli al fronte (Band of Brothers) – miniserie TV, 10 puntate (2001)
- Jeffrey Archer: The Truth, regia di Guy Jenkin – film TV (2002)
- The Forsyte Saga – serie TV, 10 episodi (2002-2003)
- Colditz – miniserie TV, 2 puntate (2005)
- Friends & Crocodiles, regia di Stephen Poliakoff – film TV (2005)
- Much Ado About Nothing, regia di Brian Percival – film TV (2005)
- Life – serie TV, 32 episodi (2007-2009)
- Homeland - Caccia alla spia (Homeland) – serie TV, 37 episodi (2011-2014)
- Wolf Hall – miniserie TV, 6 puntate (2015)
- Billions – serie TV, 66 episodi (2016-2023)
- Una spia tra noi - Un amico leale fedele al nemico (A Spy Among Friends) – miniserie TV, 6 puntate (2022)

## Teatro
- Rope di Patrick Hamilton, regia di Gwenda Hughes. Birmingham Repertory Theatre di Birmingham (1993)
- Romeo e Giulietta, di William Shakespeare, regia di Gwenda Hughes. Birmingham Repertory Theatre di Birmingham (1993)
- La scuola delle mogli di Molière, regia di Jonathan Kent. Almeida Theatre di Londra (1993)
- Amleto di William Shakespeare, regia di Tim Pigott-Smith. Regent's Park Open Air Theatre di Londra (1994)
- Amleto di William Shakespeare, regia di Jonathan Kent. Belasco Theatre di Broadway (1995)
- The Devil is an Ass di Ben Jonson, regia di Matthew Warchus. Swan Theatre di Stratford-upon-Avon, Barbican Centre di Londra (1995)
- Molto rumore per nulla di William Shakespeare. Royal Shakespeare Theatre di Stratford-upon-Avon (1996), Barbican Centre di Londra (1998)
- Il piccolo Eyolf di Henrik Ibsen, regia di Adrian Noble. Swan Theatre di Stratford-upon-Avon (1996), Barbican Centre di Londra (1997)
- Cimbelino di William Shakespeare, regia di Adrian Noble. Royal Shakespeare Theatre di Stratford-upon-Avon (1996)
- Into the Woods, libretto di James Lapine, colonna sonora di Stephen Sondheim, regia di John Crowley. Donmar Warehouse di Londra (1998)
- Five Gold Rings di Joanna Laurens, regia di Michael Attenborough. Almeida Theatre di Londra (2003)
- I pilastri della società di Henrik Ibsen, regia di Marianne Elliott. National Theatre di Londra (2005)
- Il misantropo di Molière, regia di Thea Sharrock. Harold Pinter Theatre di Londra (2009)
- American Buffalo di David Mamet, regia di Daniel Evans. Wyndham's Theatre di Londra (2015)
- La capra o chi è Sylvia? di Edward Albee, regia di Ian Rickson. Haymarket Theatre di Londra (2017)

## Doppiatori italiani
Nelle versioni in italiano delle opere in cui ha recitato, Damian Lewis è stato doppiato da:
- Riccardo Rossi in Robinson Crusoe, Il vento del perdono, Band of Brothers - Fratelli al fronte, Il traditore tipo, Billions, C'era una volta a... Hollywood, Dream Horse, Una spia tra noi - Un amico leale fedele al nemico
- Sandro Acerbo in L'acchiappasogni
- Edoardo Stoppacciaro in Chromophobia
- Massimo Lodolo in Prison Escape
- Angelo Maggi in Life
- Alessio Cigliano in Sua Maestà
- Andrea Ward in The Sweeney
- Riccardo Scarafoni in Homeland - Caccia alla spia
- Roberto Chevalier in Romeo and Juliet
- Massimiliano Lotti in Queen of the Desert

## Premi e riconoscimenti
- Primetime Emmy Awards
  - 2012 - Migliore attore protagonista in una serie drammatica - Homeland - Caccia alla spia